# Strefa najbliższego rozwoju
Strefa najbliższego rozwoju – według teorii Lwa Wygotskiego są to zadania, których dziecko nie potrafi za pierwszym razem wykonać samodzielnie, jednak jest w stanie je wykonać przy wsparciu radą. W tej strefie dziecko najlepiej zdobywa nową wiedzę poznawczą. W miarę pozyskiwania nowych umiejętności strefa najbliższego rozwoju ciągle się poszerza i obejmuje nowe, coraz trudniejsze zadania.